# Кошани
Коша́ни — село в Україні, у Остерській міській громаді Чернігівського району Чернігівської області. Населення становить 227 осіб. До 2020 орган місцевого самоврядування — Одинцівська сільська рада.

## Історія
Офіційна дата заснування — 1834, однак поселення під назвою Кошин хутор (як і багато навколишніх поселень) було згадане в переписній книзі Малоросійського приказу (1666). Також наведено відомості про мешканців хутора: Гарасимко Шутнеминецъ Цехмистр, у него 2 вола да лошадь, Васка Брагинецъ, у него 2 вола.
За даними на 1859 рік у козачому, казенному й власницькому селі Остерського повіту Чернігівської губернії мешкало 73 особи (31 чоловічої статі та 42 — жіночої), налічувалось 33 дворових господарств, існував винокурний завод.
12 червня 2020 року, відповідно до розпорядження Кабінету Міністрів України № 730-р «Про визначення адміністративних центрів та затвердження територій територіальних громад Чернігівської області», увійшло до складу Остерської міської громади.
19 липня 2020 року, в результаті адміністративно-територіальної реформи та ліквідації колишнього Козелецького району, село увійшло до складу новоутвореного Чернігівського району Чернігівської області.

## Політика

### Парламентські вибори, 2019
На позачергових парламентських виборах 2019 року у селі функціонувала окрема виборча дільниця № 740282, розташована у приміщенні фельдшерсько-акушерського пункту.
Результати
- зареєстрований 191 виборець, явка 61,26%, найбільше голосів віддано за «Слугу народу» — 50,88%, за Всеукраїнське об'єднання «Батьківщина» — 17,54%, за Радикальну партію Олега Ляшка — 8,77%[6]. В одномандатному окрузі найбільше голосів отримав Борис Приходько (самовисування) — 41,12%, за Сергія Коровченка (самовисування) — 22,43%, за Олега Дмитренка (самовисування) — 12,15%[7].

## Населення

### Мова
Розподіл населення за рідною мовою за даними перепису 2001 року:
| Мова            | Кількість | Відсоток |
| --------------- | --------- | -------- |
| українська      | 373       | 97.90%   |
| російська       | 6         | 1.58%    |
| білоруська      | 1         | 0.26%    |
| інші/не вказали | 1         | 0.26%    |
| Усього          | 381       | 100%     |

## Пам'ятки
- Городище Ісаєва Гора[d] (XI-XIII ст. н.е.	);
- Поселення[d] (3-2 тис. до н.е.);
- Поселення Кошани[d] (Церковище, Круг) (XI-XIII ст. н.е.	);
- Поселення[d] (посад городища „Ісаєва Гора”) (2-1 тис. до н.е.);
- Поселення Лемеші[d] (2-1 тис. до н.е.);
- Поселення Кошани-схід[d] (2-1 тис. до н. е.;
- Група поодиноких могил радянських воїнів[d], які загинули при обороні села у серпні 1941р. Прізвища невідомі.;
- Могила невідомого радянського воїна[d], який загинув при обороні села у вересні 1941р.;
- Пам'ятний знак 85 воїнам-односельчанам[d], які загинули в 1941-1945рр.;